# Jolanta Maćkowicz
Jolanta Maćkowicz (ur. 25 kwietnia 1968 w Wadowicach) – polska pedagog, dr hab. nauk społecznych, profesor nadzwyczajny Uniwersytetu Pedagogicznego w Krakowie.
W 1999 ukończyła studia pedagogiczne w Wyższej Szkole Pedagogicznej w Krakowie, natomiast 20 lipca 2004 roku obroniła pracę doktorską w Instytucie Badań Edukacyjnych w Warszawie (promotor: Mirosław J. Szymański). Habilitację uzyskała w 2017 roku w Akademii Pedagogiki Specjalnej w Warszawie na podstawie oceny dorobku naukowego i rozprawy zatytułowanej „Osoby starsze jako ofiary przemocy domowej. Ujęcie wiktymologiczne”.
W 2018 roku otrzymała nominację na profesora nadzwyczajnego w Instytucie Nauk o Wychowaniu Wydziału Pedagogicznego Uniwersytetu Pedagogicznego im. KEN w Krakowie.
Jej zainteresowania badawcze skupiają się głównie wokół pedagogiki i gerontologii społecznej. W ramach programu Erasmus prowadziła wykłady na wielu europejskich uniwersytetach m.in. w Paryżu, Madrycie, Porto. Autorka kilkudziesięciu prac naukowych (także indeksowanych w JCR), spośród których ponad dwadzieścia zostało opublikowanych za granicą (m.in. w USA, Anglii, Szwajcarii i Hiszpanii).
Od 2004 roku jest pracownikiem naukowym i wykładowcą Uniwersytetu Pedagogicznego im. KEN w Krakowie. Członek Sekcji Gerontologii Komitetu Nauk Pedagogicznych Polskiej Akademii Nauk (kadencja 2020–2023), Zespołu Pedagogiki Społecznej przy Komitecie Nauk Pedagogicznych PAN, Stowarzyszenia Gerontologów Społecznych oraz krajowy reprezentant w International Network for the Prevention of Elder Abuse (INPEA). Niezależny ekspert Komisji Europejskiej, recenzent w programie badan naukowych Horyzont 2020. Recenzent w polskich i zagranicznych czasopismach naukowych, także z tzw. Listy Filadelfijskiej.

## Wybrane publikacje
- Kraków 2009: Przemoc w wychowaniu rodzinnym;
- Hiszpania: Almeria 2013: Verbal abuse in upbringing as the cause of low self-esteem in children, „European Scientific Journal” Vol. 2;
- Anglia, Oxford: 2015: The elderly as victims of domestic violence: scale of the problem and forms of supporting victims of Abuse in Poland, W: Elizabeth Crespo-Kebler (ed.) Cultures, social bonds and the dynamics of violence;
- Kraków 2015: Osoby starsze jako ofiary przemocy domowej;
- USA: Filadelfia 2016: ‘It’s never too late to learn’- how does the Polish U3A change the quality of life for seniors? „Educational Gerontology”, Vol. 42 (3), (współautorka: Joanna Wnęk-Gozdek) DOI: 10.1080/03601277.2015.1085789;
- USA, Filadelfia 2017: The process of (non)ageing in the perception of Polish centenarians „Educational Gerontology” Vol. 43 (współautorka: Joanna Wnęk-Gozdek) DOI: 10.1080/03601277.2016.1263926;
- United Nations, Malta 2019: Elder Abuse: International and Polish Perspectives, „International Journal on Ageing in Developing Countries” Vol. 4 (współautor: Marvin Formosa);
- Meksyk, Toluca 2019: Elder Abuse in the Family Environment: Implications for Education and Practice, „Dilemas Contemporaneos-Educacion Politica y Valores” Vol. 6 (51);
- Hiszpania, Barcelona 2020: Educación para la paz, la equidad y los valores (współautorzy: Fernando Barragán Medero, Zofia Szarota, David Pérez-Jorge[4]);
- Wieka Brytania, Londyn 2020: Human Rights in Socio-Historical and Educational Context, „International Journal of Innovation, Creativity and Change”, Vol. 14 (11).

Źródło: Polska Bibliografia Naukowa

## Wyróżnienia i nagrody
- Medal Komisji Edukacji Narodowej.